# Тома, Жан-Пьер
Жан-Пьер Тома (фр. Jean-Pierre Thomas; род. 27 марта 1957 года, Жерарме, Франция) — бизнесмен и бывший французский политик.
В 1981 году участвовал в предвыборной кампании Жискара д’Эстена. Работал в аппарате Республиканской партии Франции. С 1997 по 2002 депутат Национального Собрания Франции от округа в департаменте Вогезы. Выдвинут Союзом за французскую демократию. Был автором закона о пенсионных накоплениях. Однако, этот закон не применялся на практике. С 2002 по 2005 года был вовлечён в судебные разбирательства по поводу финансирования партии. С 2012 года занимается консалтингом.
С 1997 по 2013 — управляющий партнер банка Lazard. Основатель компании Vendome Investments (2013). Специалист по российской экономике. Он был направлен президентом республики Николя Саркози (по согласованию с Российской Федерацией) с миссией по развитию экономических отношений между Францией и Россией.
28 декабря 2018 года избран председателем Совета директоров Русала Но занимал этот пост недолго.